# Желтоногий улит
Желтоногий улит (Tringa flavipes) — прибрежная птица, семейства бекасовых (Scolopacidae).

## Описание
Желтоногий улит очень похож на большого улита (Tringa melanoleuca). Длина тела достигает 23—25 см, при этом длина клюва составляет 3—4 см. У взрослых птиц ноги жёлтые, длиной от 5 до 7 см. Размах крыльев составляет 58—64 см, масса тела варьирует от 60 до 100 г. Самец и самка окрашены сходно. Оперение головы светло-серое или белёсое с тонкими, тёмными полосами. Тело серовато-коричневое сверху и белое снизу. Шея и грудь с тёмно-коричневыми полосами, хвост белый. Радужина тёмно-коричневая.

## Распространение
Неарктический вид. Обитает в лесах вблизи прудов в тайге Аляски и Квебека. Гнездится на земле, как правило, на открытых сухих местах. Птица перелётная, зимой движется к побережью США в Мексиканском заливе и в Южную Америку.

## Питание
Питается преимущественно беспозвоночными, которых склёвывает с поверхности воды или земли, а также мелкой рыбой и семенами. Во время поиска корма птицы передвигаются, высоко поднимая ноги, и быстрыми движениями клюют добычу. Иногда они бегают также по воде.

## Размножение
Птицы образуют моногамные пары в период сезона гнездования. Гнездо представляет собой хорошо замаскированную в растительности ямку. В кладке обычно 4 яйца. Их окраска серая или светло-оливкового цвета с коричневыми пятнами. Инкубационный период составляет от 22 до 23 дней. Обе родительских птицы участвуют в высиживании и выкармливании птенцов. Птенцы выводкового типа. Они становятся самостоятельными в возрасте от 22 до 23 дней. Половая зрелость наступает в возрасте 2 лет.